# Operação Samaúma
Operação Samaúma foi uma Operação de Garantia da Lei e da Ordem (GLO) iniciada em 28 de Junho de 2021 com o objetivo de combater o desmatamento e incêndios ilegais na Amazônia. O nome da operação vem de uma árvore homônima, conhecida como rainha da Amazônia, que guarda e distribui água para outras espécies. Ela se dá em paralelo com outras operações, como a Operação Muiraquitã 2 e a Operação Mundurukânia. Já foram aplicadas R$ 76 milhões em multas, além 7,5 mil hectares embargados e 3,5 mil m³ de madeira apreendidos.

## Antecedentes
A atuação das forças armadas na região da Amazônia não é novidade. Desde 2019, já foram autorizadas duas operações, chamadas Verde Brasil 1 e 2, que foram massacradas pela crítica por fazer pouco mesmo com um grande orçamento. Apesar de haver queda no desmatamento após as operações, houve outra alta quando os militares se retiraram da região. O vice-presidente Hamilton Mourão defende que a alta ocorreu justamente por causa da saída dos militares, enquanto a oposição afirma que a alta já era esperada devido ao ciclo do desmatamento, já que, com o encerramento do regime de chuvas, os criminosos passam a cortar madeira em áreas protegidas. No fim, mesmo com as operações militares, em 2020 houve um aumento dos focos de calor em 15%. Após o encerramento da operação e às vésperas da Cúpula do Clima, foi criado o Plano Amazônia 21/22, já prevendo a continuidade das operações.
O ministro do meio ambiente nesta época era Ricardo Salles, cuja gestão foi marcada pela alta do desmatamento e por diversas polêmicas, incluindo a facilitação da atuação de policiais militares e bombeiros ao combate ao desmatamento, ato considerado pela oposição como uma militarização do setor. Houve também atritos com outras nações. A Alemanha e a Noruega se posicionaram contra as tentativas de mudança do Fundo Amazônia e Macron e Joe Biden criticaram a gestão do governo brasileiro em relação ao meio ambiente. Devido a todas as tensões, declarações polêmicas e a associação de Salles com o desmatamento ilegal, ele, ao seu próprio pedido, foi exonerado por Jair Bolsonaro e indicou Joaquim Alvaro Pereira Leite como seu substituto. Joaquim é considerado uma versão "soft" de Ricardo Salles e, ao contrário do ex-ministro, possui boas relações com o vice-presidente Hamilton Mourão. Com a aproximação da COP-26, Mourão decide ampliar as medidas de combate ao desmatamento ilegal. Durante este período diversas catástrofes ambientais ocorreram, entre elas os incêndios no pantanal, pico de queimadas na Amazônia, o surgimento de óleo nas praias do Nordeste e o Desastre de Brumadinho.
Em Junho de 2021, a Amazônia bateu recorde de queimadas. Elas tiveram como fatores o tempo seco, os troncos caídos no chão devido ao desmatamento e o fogo, que não é comum nessa época do ano. Logo em seguida acontece uma crise hídrica, que pode ter origem nos altos índices de desmatamento na Amazônia.

## Criação
No dia 28 de julho de 2021, Jair Bolsonaro autoriza GLO para nova atuação dos militares na Amazônia, e no dia seguinte assina decreto que proíbe queimadas para práticas agropastoris no Brasil. A atuação se dá nos estados do Amazonas, Mato Grosso, Pará e Rondônia e vale para todas as terras indígenas, unidades federais de conservação ambiental e em outras propriedades ou posses da União. A atuação também poderá ser ampliada para qualquer área do território se solicitada pelos governadores. A operação envolve a Marinha, Exército e Aeronáutica, e de acordo com o Ministério da Defesa, tem como principais objetivos a prevenção e repressão ao desmatamento ilegal. A GLO será realizada com o apoio da CNAL. Além disso também receberá o apoio da Gipam, que dará assessoriamento científico. O preço da operação foi estimado em R$ 50 milhões, e foram mobilizados 3 mil militares com o objetivo de derrubar o desmatamento ilegal em 12% em relação a julho do ano passado. 2021 se torna o terceiro ano consecutivo da ação militar contra o desmatamento.

## Operação
A FAB está utilizando um Sistema de Aeronave Remotamente Pilotada (SARP) para dar suporte logístico às tropas. A aeronave é pilotada por satélites e escaneia e transmite dados em tempo real. Ela é de difícil detecção e consegue rastrear o movimento de veículos e pessoas, garimpos e áreas de desmate. A base está localizada no município de Novo Progresso, na Serra do Cachimbo. A aeronave já havia sido usada na Operação Verde Brasil 2, nos Jogos Olímpicos e Paraolímpicos do Rio de Janeiro e na Intervenção Federal no Rio de Janeiro. Apesar da tecnologia, também foram usados dados gerados por satélites.

## Áreas de atuação
As forças armadas atuaram nos seguintes municípios:
- Amazonas: Apuí, Boca do Acre, Canutama, Humaitá, Lábrea, Manicoré, Novo Aripuanã
- Mato Grosso: Apiacás, Aripuanã, Colniza, Cotriguaçú, Marcelândia, Nova Bandeirantes, Peixoto de Azevedo, Paranaíta
- Pará: Altamira, Itaituba, Jacareacanga, Novo Progresso, São Félix do Xingu e Trairão
- Rondônia: Candeiras do Jamari, Cujubim, Itapuã do Oeste, Machadinho D'Oeste, Porto Velho

## Histórico
No dia 17 de julho, um garimpo ilegal é encontrado durante um patrulhamento na Floresta Nacional do Jamari. Nele, 700 m³ de madeira ilegal e uma retroescavadeira hidráulica são apreendidas.
No dia 20 e 21 de julho, ocorreu uma operação nas Florestas Nacionais de Jacundá e Jamari, que resultou em mais de R$ 1,7 milhão em multas e a apreenção de duas motosserras.
No dia 30 de julho, foi divulgado o resultado de uma operação na Terra Indígena Trincheira/Bacajá, em São Félix do Xingu. Foram invalidadas duas instalações e uma ponte usadas no garimpo ilegal, além da retirada de cercas para demarcação ilegal. A Infantaria da Selva contou com dois helicópteros e fez a segurança dos agentes, formados por membros da Funai, Ibama, PF e a FNSP.
Nos dias 5 a 8 de agosto, é realizada uma operação na área rural de Novo Progresso, que apresentava 17 hectares de garimpo ilegal e poluição por mercúrio. Foram apreendidas três escavadeiras de esteiras, 1,3 mil litros de combustível, três bombas de sucção e 553 m³ de madeira. As multas emitidas podem chegar próximas de R$ 1 milhão
No dia 17 de agosto, Hamilton Mourão vai em visita oficial ao Pará para debater sobre a operação. De acordo com Mourão, a operação resultou em diminuição do desmatamento ilegal, mas o governo ainda precisa agir em três níveis: "repressão; busca e pagamento pelos serviços ambientais para que proprietários e indígenas tenham condições de subsistir; e a questão do desenvolvimento econômico." Também foi anunciado a contratação de brigadistas para o Centro Nacional de Prevenção e Combate aos Incêndios Florestais (PrevFogo).
No dia 24 de agosto, Hamilton Mourão anuncia durante a 6ª reunião do Conselho Nacional da Amazônia Legal que a operação será estendida em 45 dias, e que concursos serão abertos para o Ibama e o ICMBio. A extensão se dá pela demora dos recursos solicitados chegarem, que resultou em sobra de recursos. Na reunião, além do vice-presidente, estavam presentes Ciro Nogueira, Carlos França e Flávio Rocha, além de representantes do Ministério do Meio Ambiente. Também foi anunciado que a redução do desmatamento deve ficar em 5%, sendo que a meta era de 10%.
No dia 11 de agosto, Joaquim Leite faz uma visita não-agendada a Terra Indígena Apyterewa, perto de São Félix do Xingu.

## Saldo
Até dia 26 de agosto de 2021, foram R$ 76.007.296,85 em multas, 7.508,549 hectares embargados, 3.513,797 metros cúbicos de madeira apreendidos, além de 2.135 litros de combustível e 114,3 toneladas de cobre. Também houve apreensões de motores, motosserras, retroescavadeiras, entre outras coisas.